# Daniel Tappeiner
Daniel Tappeiner (* 26. Dezember 1983 in Meran) ist ein italienischer Schriftsteller. Er schreibt deutschsprachige Gegenwartsliteratur im Bereich Belletristik.

## Leben
Daniel Tappeiner ist laut mehrerer Interviewaussagen gottesgläubig. Nach eigenen Angaben bahnte sich nach einem Schicksalsschlag in seiner Jugend die Idee zu seinem ersten Roman Remoment an, in welchem er einiges davon einarbeitete. Anschließend war Tappeiner über ein Jahrzehnt lang in einem Dental-Konzern tätig, wo er für Tages- und Entwicklungstätigkeiten zuständig war, bis sich letztlich seine Schriftstellerkarriere festigte. Daniel Tappeiner lebt seit 2003 mit seiner Ehefrau in Meran, Südtirol. Persönlich ist Tappeiner ein großer Anhänger von Jilliane-Hoffman-Romanen, sowie Werken von Danielle Steel – obgleich die Genres genannter Autorinnen, nach eigenen Aussagen, nicht unterschiedlicher sein könnten.
Während die Kritiken zu Tappeiners erstem Roman überwiegend positiv ausfielen, waren die Meinungen zu seinem zweiten Roman Mädchenseelen eher unterschiedlich, so schrieb beispielsweise Manuel Lavoriero für das Tagblatt Dolomiten in der Ausgabe des 8. April 2021 Tappeiners Werk sei „ein mitreißender Thriller, der den Atem verschlägt“ und es bleibe „kein Platz für lange Atempausen“, dabei lobt er Tappeiners Darstellung „welch schwerwiegende Konsequenzen Korruption der Ordnungshüter auf den Verlauf von Untersuchungen haben“, während Helmuth Schönauer für die Neue Südtiroler Tageszeitung in der Ausgabe des 5. Mai 2021 Tappeiners Roman als zwar „handwerklich gut gemachte Serienliteratur“ beschreibt, jedoch auch als „zu klischeehaft“ und „Ware, die für den Konsum gedacht ist“ und betitelt Tappeiner als Autor, welcher der Konsumliteratur „selbst zum Opfer“ gefallen sei.

## Werke
- Remoment, Hybrid Verlag, Homburg 2019, ISBN 978-3-946820-56-7.
- Mädchenseelen, dp DIGITAL PUBLISHERS, Stuttgart 2020, ISBN 978-3-96817-406-8.
- Im Auge der Dämmerung, Hybrid Verlag, Homburg 2022, ISBN 978-3-96741-164-5.
- Unwillig, GD Publishing Verlag, Berlin 2023, ISBN 9783989117709.
- Die fremde Ehefrau, dp DIGITAL PUBLISHERS, Stuttgart 2025, ISBN 978-3-98998-569-8.